# 東京女子体育大学ハンドボール部
東京女子体育大学ハンドボール部（とうきょうじょしたいいくだいがくハンドボールぶ）は、関東学生ハンドボール連盟に所属する東京女子体育大学のハンドボール部。

## 歴史
大学開学と同じ1962年に創部。
1986年の全日本総合選手権では韓国人選手の金順淑・柳京美の活躍で、史上初の学生チーム優勝を果たした。
2009年は全日本学生ハンドボール選手権大会（インカレ）で8年ぶりの優勝を決めた。

## 獲得タイトル
- 全日本学生ハンドボール選手権大会：16回 (1969年・1975年・1977年・1978年・1979年・1986年・1987年・1988年・1991年・1993年・1994年・1995年・1996年・1997年・2001年・2009年)

## 年度別成績
| 年度   | 学生選手権   | 関東学生連盟 | 関東学生連盟 |
| 年度   | 学生選手権   | 春季リーグ   | 秋季リーグ   |
| ------ | ------------ | ------------ | ------------ |
| 2000年 | 準優勝       | 2位          | 3位          |
| 2001年 | 優勝         | 2位          | 2位          |
| 2002年 | 準優勝       | 2位          | 2位          |
| 2003年 | 準優勝       | 2位          | 優勝         |
| 2004年 | 準優勝       | 2位          | 2位          |
| 2005年 | 2回戦敗退    | 優勝         | 優勝         |
| 2006年 | 準優勝       | 2位          | 2位          |
| 2007年 | 準優勝       | 2位          | 2位          |
| 2008年 | 準優勝       | 優勝         | 2位          |
| 2009年 | 優勝         | 優勝         | 優勝         |
| 2010年 | 準々決勝敗退 | 3位          | 4位          |
| 2011年 | 準々決勝敗退 | 2位          | 2位          |
| 2012年 | ベスト4      | 2位          | 優勝         |
| 2013年 | 準優勝       | 優勝         | 優勝         |
| 2014年 | ベスト4      | 2位          | 2位          |
| 2015年 | 準優勝       | 2位          | 優勝         |
| 2016年 | 準優勝       | 優勝         | 優勝         |
| 2017年 | ベスト4      | 優勝         | 2位          |
| 2018年 | 準優勝       | 優勝         | 優勝         |
| 2019年 |              | 優勝         |              |

## 主な出身選手
- 青戸あかね (1997年卒) - 元・広島メイプルレッズ
- 藤井紫緒 (2007年卒) - 大阪ラヴィッツ
- 安齋早紀 (2012年卒) - HC名古屋
- 吉田起子 (2012年卒) - オムロン
- 陣野瞳 (2013年卒) - 元・飛騨高山ブラックブルズ岐阜
- 松尾祐依 (2013年卒) - 元・オムロン
- 門谷舞 (2014年卒) - イズミメイプルレッズ
- 白石さと (2014年卒) - オムロン
- 角屋里帆 (2014年卒) - イズミメイプルレッズ
- 石井優花 (2016年卒) - オムロン
- 福井亜由美 (2016年卒) - オムロン
- 石川紗衣 (2017年卒) - イズミメイプルレッズ
- 尾﨑佳奈 (2017年卒) - オムロン
- 中島沙里奈 (2017年卒) - 飛騨高山ブラックブルズ岐阜
- 中村桃子 (2017年卒) - イズミメイプルレッズ
- 三田未稀 (2017年卒) - イズミメイプルレッズ
- 綿引彩恵 (2017年卒) - HC名古屋
- 團玲伊奈 (2018年卒) - 三重バイオレットアイリス
- 三橋未来 (2018年卒) - イズミメイプルレッズ
- 宮下美里 (2018年卒) - 北國銀行
- 斗米菜月 (2019年卒) - イズミメイプルレッズ
- 山根楓 (2019年卒) - イズミメイプルレッズ